# Каналь-Сан-Бово
Каналь-Сан-Бово (італ. Canal San Bovo, вен. Canal San Bovo) — муніципалітет в Італії, у регіоні Трентіно-Альто-Адідже,  провінція Тренто.
Каналь-Сан-Бово розташований на відстані близько 480 км на північ від Рима, 50 км на схід від Тренто.
Населення — 1535 осіб (2014).

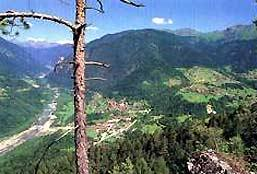

Щорічний фестиваль відбувається 24 серпня. Покровитель — святий Варфоломій Apostolo.

## Демографія
Населення за роками:

Станом на 1 січня 2023 року в муніципалітеті офіційно проживали 32 іноземці з 8 країн, серед них 14 громадян країн Євросоюзу.

## Сусідні муніципалітети
- Кастелло-Тезіно
- Чинте-Тезіно
- Імер
- Ламон
- Меццано
- П'єве-Тезіно
- Предаццо
- Примієро-Сан-Мартіно-ді-Кастроцца
- Соврамонте
- Ціано-ді-Фіємме